# Нетыкса, Адольф Адольфович

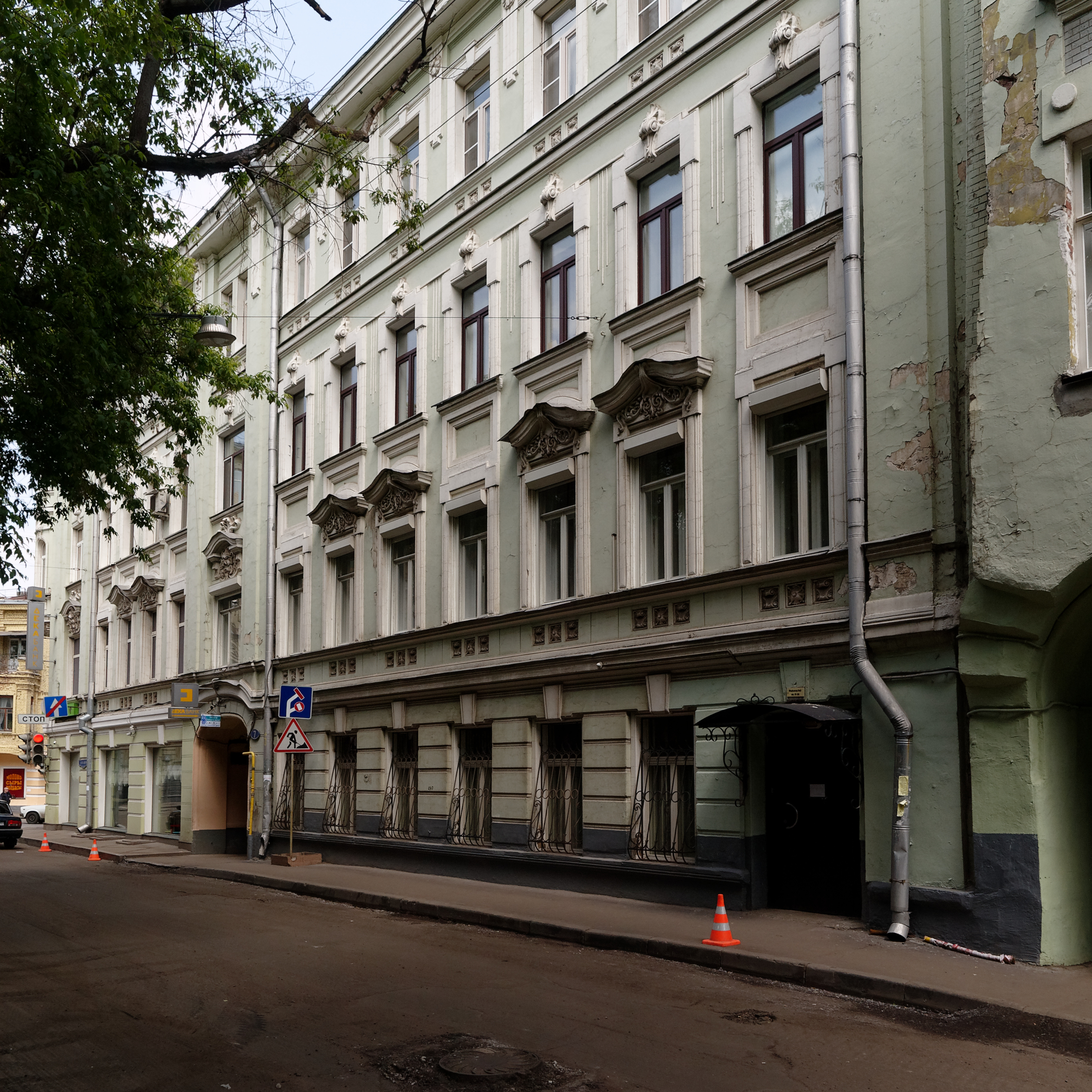
Доходный дом И. А. Шагурина, 1896 (на фото соседний дом по адресу Лялина пер., д. 7/2 с.1)

Адо́льф (Иоа́нн) Адо́льфович Неты́кса (24 октября 1862, Каунас, Литва — ?) — русский архитектор, общественный деятель и редактор, один из мастеров стиля модерн.

## Биография
Окончил Лодзинское высшее ремесленное училище. В 1883—1889 годах учился в Московском училище живописи, ваяния и зодчества, окончив его со званием неклассного художника архитектуры и Малой серебряной медалью. Около 6 лет работал в Казанском округе водных путей сообщения. В 1893 году вступил в Московское архитектурное общество. В 1900-х годах шесть лет состоял библиотекарем Общества. В течение трёх лет являлся редактором «Архитектурного вестника», «Записок МАО», выпускал «Художественный сборник работ русских архитекторов и гражданских инженеров». В 1914—1915 годах занимался вопросами создания новых волокнистых строительных материалов.
В 1921—1941 годах жил в Каунасе, Литва. Создал много частных деревянных и кирпичных строительных проектов в Каунасе и Каунасском уезде. Также в нескольких других городах Литвы. Одна из самых известных — единственная в Прибалтике кирпичная татарская мечеть (совместно с архитектором В. Михнявичюсом) в Каунасе.
После 1941 г. о дальнейшей жизни А.Нетыксы нет никаких сведений.
По мнению искусствоведа М. В. Нащокиной, среди немногочисленных работ зодчего выделяется созданный в стиле модерн доходный дом И. А. Шагурина (Лялин переулок, 9). Стилистика здания близка франко-бельгийскому ар-нуво и «в подобной редакции более в Москве не встречается».

## Постройки
- Колокольня церкви Рождества Иоанна Предтечи на Ивановой Горе, совместно с архитекторами М. Я. Кульчицким и М. И. Ловцовым (1895, пос. Пролетарский Серпуховского района Московской области)[2];
- Часовня при Русско-Французской фабрике (1902, Павловский Посад, не сохранилась);
- Доходный дом И. А. Шагурина (1896, Москва, Лялин переулок, 9);
- Доходный дом С. Г. Слепнева (1905, Москва, Большой Казённый переулок);
- Корпуса фабрики «Вискоза» (1910, ст. Мытищи, улица Колонцова, 3, не сохранились).